# Federacja Konsumentów
Federacja Konsumentów – niezależna organizacja pozarządowa, o statusie organizacji pożytku publicznego, której głównym celem jest ochrona indywidualnego konsumenta w Polsce. Powstała w 1981 roku i obejmuje swoim zasięgiem całe terytorium Polski poprzez sieć 48 klubów terenowych, które wykonują pracę poradni konsumenckich oraz zrzeszają wolontariuszy chcących z nimi współpracować. Zajmuje się także edukacją konsumencką, testami produktów, lobbingiem na rzecz konsumentów.